# Весна (магнитофон)
«Весна» — торговая марка транзисторных носимых магнитофонов, производившихся в СССР с 1963 до начала 1990-х годов в Киеве и Запорожье. Катушечная «Весна» 1963 года стала первым в СССР батарейным магнитофоном, выпущенным в широкую продажу. Кассетные магнитофоны «Весна» были одной из самых популярных в СССР марок.

## Катушечные магнитофоны

### «Весна» и «Весна-2»

«Весна-2»

Катушечный носимый магнитофон «Весна» разработан на киевском заводе «Коммунист». Серийное производство началось в 1963 году, параллельно в Киеве и на Запорожском заводе передвижных электростанций. Магнитофон двухдорожечный, скорость ленты 9,53 см/с, используются стандартные катушки № 10 (диаметр около 100 мм), вмещающие 100 м ленты толщиной 55 мкм, что давало около 18 минут непрерывной записи на одной дорожке. Диапазон воспроизводимых частот — 100…6000 Гц, выходная мощность около 1 Вт. Питание — от 10 элементов 373 (их хватало на 5-8 часов работы) или внешнего источника постоянного тока напряжением 12 вольт. Электронная часть содержит 11 германиевых транзисторов и 5 полупроводниковых диодов. Корпус магнитофона штампованный из листового металла. Размеры 340×250×130 мм, масса 5,5 кг. Магнитофон продавался в комплекте с внешним блоком питания от сети, микрофоном и дерматиновой сумкой для переноски.
С 1965 г. выпускали немного улучшенную модель «Весна-2». Внешне она отличается от первой только надписью. За счет новых громкоговорителей и небольших схемных изменений частотный диапазон расширили до 10000 Гц, двигатель лентопротяжного механизма заменили на более мощный. «Весну-2» выпускали по меньшей мере до 1967 года (есть выпуски с юбилейной отделкой к 50-летию Советской власти). Розничная цена «Весны-2» была 190 рублей. Для сравнения — настольный ламповый магнитофон 3 класса тогда стоил 100—120 рублей.
«Весну» первых моделей можно видеть в кинофильмах «Кавказская пленница» (в «школе танцев» Бывалого и Труса) и «Старый знакомый» (лектор Некадилов пользуется ею во время операции «Кустик»).

### «Весна-3»
«Весна-3» появилась в 1967 году. Это катушечный двухдорожечный магнитофон, сохранивший некоторые основные черты первых моделей, но сконструированный заново. В «Весне-3» можно использовать 13-сантиметровые катушки (№ 13) и ленту толщиной 37 мкм. Корпус магнитофона пластмассовый, лентопротяжный механизм (ЛПМ) смонтирован на литом шасси из алюминиевого сплава. В ЛПМ введены функции «пауза» и «медленный возврат». Питание от 8 элементов 373 или от сети через внешний выпрямитель. Диапазон частот — 63…10 000 Гц, номинальная выходная мощность 0,5 Вт, размеры 358×234×121 мм, масса 5 кг. Цена — 230 или 236 рублей в зависимости от комплектации. «Весну-3» выпускали на Запорожском заводе передвижных электростанций до конца 1972 года, это был последний катушечный магнитофон под маркой «Весна».

## Кассетные магнитофоны

### «Весна-305» и «Весна-306»

«Весна-306»

В начале 1970-х годов на заводе «Коммунист» был подготовлен к производству портативный кассетный магнитофон 3 класса с хорошими, для своего класса, характеристиками. Выпуск задерживался из-за сложностей с новым двухскоростным бесколлекторным двигателем с электронным управлением. Поэтому в 1971 году на Запорожском электромашиностроительном заводе «Искра» поставили на конвейер упрощенную модель с обычным коллекторным мотором постоянного тока (японского производства) под названием «Весна-305». На следующий год двигатель БДС-0,2 был готов, и в серию, тоже на «Искре», пошла «Весна-306». От модели 305 она отличалась только двумя скоростями ленты — 4,76 и 2,38 см/с — вместо одной.
Двигатели БДС представляли собой трехфазную машину переменного тока, питавшуюся от специального транзисторного генератора. Стабилизация частоты вращения вала обеспечивалась замкнутой следящей системой с бесконтактным датчиком оборотов. Такой двигатель потреблял почти в 2 раза меньший ток и создавал намного меньше электрических помех, чем коллекторный, при высокой стабильности оборотов, что очень важно для магнитофона. Кроме того, он позволял переключать скорость движения ленты чисто электрическим путём, без усложнения механизма. На практике эти достоинства несколько компенсировались недостаточным качеством сборки. Если мотор выходил из строя, его часто меняли на обычный коллекторный.
Особенностью этих моделей был лентопротяжный механизм оригинальной конструкции — с двумя одинаковыми маховиками, вращающимися в разные стороны. Удвоенная масса маховиков улучшила стабильность протяжки ленты, особенно при переноске. Этот ЛПМ стал унифицированным и долгое время применялся с разными электродвигателями в магнитофонах 3-го и 2-го класса и запорожского, и других заводов («Электроника-311», «Электроника-323», «Орель-306», «Романтик-306», «Квазар-303» и других).
Рабочий диапазон звуковых частот на линейном выходе при скорости 4,76 см/с — 63…10 000 Гц, при скорости 2,38 см/с — 63…5000 Гц. Номинальная выходная мощность 0,8 Вт. Напряжение питания — 9 вольт (шесть элементов 373 или сеть переменного тока, блок питания встроенный), магнитофон сохраняет работоспособность при падении напряжения до 5,1 В. Габариты магнитофона — 242×242×68 мм, масса вместе с батареями 3,7 кг.
Модели 305 и 306, наряду с «Электроникой-302», стали по-настоящему «народными» магнитофонами. Хотя их выпустили до 1978 года более 850 тысяч, сейчас трудно найти экземпляр в хорошем состоянии, так как «Вёсны» обычно подвергались беспощадной «полевой» эксплуатации на дачах, пикниках и в путешествиях.
С 1976 г. точно такой же магнитофон производил Пермский электроприборный завод под названием «Ритм-301».
Цена «Весны-306» была 195 рублей, впоследствии снижена до 165 руб.

### «Весна-201 стерео» и «Весна-211 стерео»
Модель 201 (1977 год) — первая стереофоническая «Весна». Магнитофон с питанием от батарей и от сети комплектовался двумя внешними акустическими системами (колонками) и, кроме того, имел встроенный громкоговоритель для монофонического воспроизведения и контроля записи. Лентопротяжный механизм такой же, как в «Весне-306», с двигателем БДС-0,2. С 1978 года выпускалась усовершенствованная модель 211 с немного измененным внешним оформлением, на другой элементной базе, с обычным коллекторным двигателем и другими мелкими изменениями. В новом аппарате имелись усовершенствования в духе времени - электронный автостоп на датчике вращения подкатушечника, система шумопонижения, пиковые индикаторы на светодиодах. Стоил он 395 рублей. С 1979 года точно такой же магнитофон производило Челябинское ПО «Полет» под названием «Россия-211-стерео». Махачкалинский завод радиотоваров (ПО «Азимут») также выпускал клон «Весны-211» под названием «Тарнаир-М311».

### «Весна-202» и «Весна-205»
«Весна-202» (1977 год) пришла на смену модели 306. Она относилась уже не к 3-му, а ко 2-му классу. Электроакустические характеристики остались почти такими же, но оснащение 202-й модели стало намного богаче: появились раздельные регулировки тембра по НЧ и ВЧ, шумоподавитель, отключаемая система автоматической регулировки уровня записи, счетчик ленты, гнездо для подключения внешнего громкоговорителя. Двигатель бесколлекторный серии БДС, но скорость ленты оставлена одна — 4,76 см/с. Кроме транзисторов, в схеме использованы две гибридные микросхемы серии К237 — в универсальном усилителе и в генераторе стирания-подмагничивания. С 1983 г. выпускался вариант «Весна-202-1» и модернизированная «Весна-205-1» с автостопом и выходным усилителем на интегральной микросхеме. Точно такие же магнитофоны под названием «Карпаты-202», «Карпаты-202-1», «Карпаты-205-1» производили параллельно на Прикарпатском радиозаводе в Ивано-Франковске и под названием «Ритм-202», «Ритм-202-1» на Пермском электроприборном заводе. Модель 202 выпускалась 10 лет, тираж около 2 млн штук.

### «Весна-204»
Единственная магнитола под маркой «Весна», выпущенная в 1980 году ограниченной серией, сейчас является коллекционной редкостью. Приемник работает в диапазонах ДВ, СВ, КВ (АМ) и УКВ (ЧМ). Габариты 360×270×100 мм, вес 4,6 кг. Цена 350 рублей.

### «Весна-207-стерео»
Модель 207 относится к классу «стереофонических до линейного выхода», то есть автономно работает как монофонический магнитофон, а с внешним стереоусилителем — как стереофоническая приставка. Выпускалась с 1982 года, с 1985 года — также в Рязани на Государственном приборном заводе под названием «Русь-207-стерео».

### «Весна-212-стерео»
Стереофонический магнитофон 2-й группы сложности со встроенными громкоговорителями. Выпускался с 1985 года до начала 1990-х годов в нескольких вариантах. По некоторым особенностям конструкции корпуса, в частности имеющимся дополнительным отверстиям и местом спереди вверху под шкалу настройки, можно предположить, что модель задумывалась как магнитола, но по каким-то причинам блок радиоприемника в неё устанавливать не стали. Впрочем, умельцы успешно встраивали в эти магнитофоны плату УКВ ЧМ-тюнера со стереодекодером.

### Стационарные стереомагнитофоны
В 1980 году журнал «Радио» сообщал о начале выпуска стационарных кассетных магнитофонов первой и высшей группы сложности «Весна-101-стерео», «Весна-102-стерео» и «Весна-001-стерео». Их производство, по всей видимости, ограничилось небольшими опытными партиями.

### Другие модели
Во второй половине 1980-х и начале 1990-х годов запорожский завод выпускал несколько моделей носимых магнитофонов и плееров 2-й и 3-й группы сложности, в том числе двухкассетный «Весна-225», часы-будильник с УКВ приемником и кассетным проигрывателем «Весна П-405» и др.
С появлением в продаже множества моделей дешёвых двухкассетных стереомагнитол китайского и корейского производства, привлекательных за счёт радиоприёмника в набирающем популярность УКВ ЧМ (FM) диапазоне 87,5-108 МГц, но имеющих гораздо худшие параметры по механике лентопротяжного механизма, упрощённой до примитивности электронике и низкокачественной акустике, спрос на запорожскую продукцию стал падать. Не выдержав конкуренции с импортными моделями, производство «Вёсен» прекратилось.